# Alcuarismi
Abu Abedalá Maomé ibne Muça ibne Alcuarismi (Abū ʿAbd Allāh Muḥammad ibn Mūsā al-Khwārizmī) ou Abu Jafar Maomé ibne Muça Alcuarismi (Abū Jaʿfar Muḥammad ibn Mūsā al-Khwārizmī) (em persa: ابو جعفر محمد بن موسی خوارزمی; Corásmia, c. 780 - Bagdá, c. 850), mais conhecido como Alcuarismi foi um matemático, astrônomo, astrólogo, geógrafo e escritor persa. Conhecem-se poucos detalhes de sua vida. Era um erudito na Casa da Sabedoria em Bagdá.
Seu Livro da Restauração e do Balanceamento apresentou a primeira solução sistemática das equações lineares e quadráticas. É considerado o fundador da Álgebra, um crédito que compartilha com Diofante. No século XII, traduções para o latim de sua obra sobre numerais indianos apresentou a notação posicional decimal para o Mundo Ocidental. Revisou a geografia de Ptolomeu e escreveu sobre astronomia e astrologia.
As suas obras e o seu nome tiveram um grande impacto no léxico das línguas atuais: a palavra «álgebra» é derivada do árabe al-jabr (redução), uma das duas operações que ele usou para resolver equações quadráticas. Igualmente, a etimologia de algarismo e algoritmo vem de algoritmi, a forma latina de seu nome. Além do português algarismo, seu nome também deu origem ao espanhol guarismo, que ao passar para o francês se tornou logarithme e deu origem ao termo moderno algoritmo.